# UTC+04:30
Giờ UTC+4:30 được dùng tại Afghanistan.